# 欧容河畔隆尚
欧容河畔隆尚（法語：Longchamp-sur-Aujon，法語發音：[lɔ̃ʃɑ̃ syʁ oʒɔ̃]）是法国奥布省的一个市镇，位于该省东南部，和上马恩省接壤，属于奥布河畔巴尔区。

## 地理
欧容河畔隆尚（48°9'0"N, 4°49'52"E）面积16.39 平方千米，位于法国大東部大區奥布省，该省份为法国中北部省份，北起马恩省，西接塞纳-马恩省，西南至约讷省，东南至科多尔省，东临上马恩省。
与欧容河畔隆尚接壤的市镇（或旧市镇、城区）包括：巴耶勒、瑞旺库尔、维尔苏拉费泰、马朗维尔、雷讷蓬。

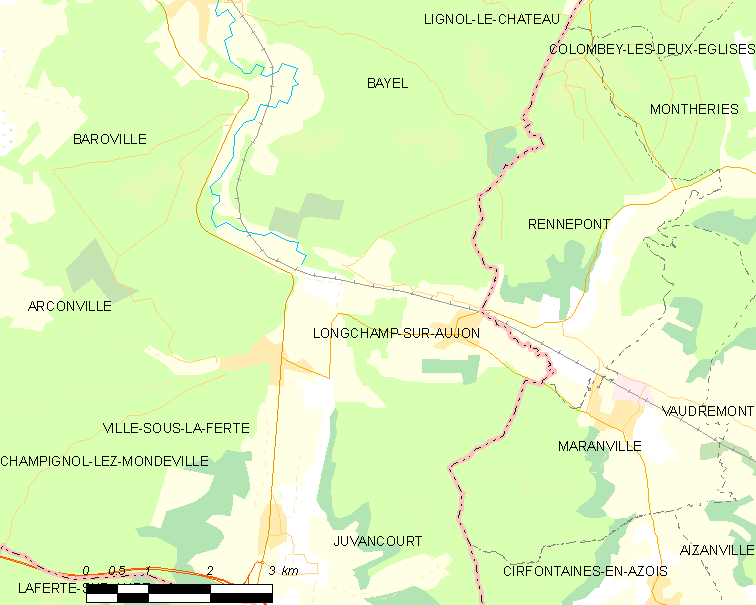
欧容河畔隆尚的OSM定位图

欧容河畔隆尚的时区为UTC+01:00、UTC+02:00（夏令时）。

## 行政
欧容河畔隆尚的邮政编码为10310，INSEE市镇编码为10203。

## 政治
欧容河畔隆尚所属的省级选区为奥布河畔巴尔县。

## 人口

1962-2008年间欧容河畔隆尚人口变化图示

欧容河畔隆尚于2022年1月1日时的人口数量为366人。